# Le Dossier M
Le Dossier M est un récit de Grégoire Bouillier en deux tomes, dont le premier, Après et Pendant, est paru le 16 août 2017 aux éditions Flammarion. Il a obtenu la même année le prix Décembre.

## Historique
Ce récit autobiographique est le quatrième livre de son auteur en quinze ans. Le 7 novembre 2017, le livre reçoit le prix Décembre.

## Résumé
Le point de départ du Dossier M est le suicide d'un dénommé Julien en novembre 2005, dont l'auteur se sent responsable. Grégoire Bouillier revisite ce qui, selon lui, a mené à ce geste, et notamment sa rencontre avec M en 2004, dont il tombe passionnément amoureux. Prenant le parti de tout dire, l'auteur dévoile un certain nombre d'épisodes de sa vie qui auront une influence sur sa relation avec M.

« Il s'appelait Carles. Carles Casagemas. Je peux dire son nom. L'histoire est connue. »

— Incipit du Dossier M

## Accueil critique
Pour Marguerite Baux de Elle, Le Dossier M « est une aventure inverse, énorme, compulsive, totalisante ». Virginie Bloch-Lainé évoque le caractère addictif du récit « tant est rare un texte aussi drôle, cruel car sincère, et imaginatif », dans Libération. Dans Le Monde, Claro estime que le livre « forme une entreprise qui n’a pas eu beaucoup d’exemples et dont l’exécution n’aura sans doute guère d’imitateurs » et que le mot qui le caractérise le mieux est « transport », qui « dit aussi l’extase, l’épiphanie, l’éblouissement, l’élan, quelque chose qui nous arrache à nous-même ». Pour Les Inrocks, Sylvie Tanette évoque « un projet hors norme », « le récit méticuleux d’un amour avorté qui a dévasté l’auteur il y a dix ans ». Dans Le Figaro, Patrick Grainville évoque « un océan autofictionnel de 800 pages. Curieux ».
Les critiques viennent de ce que Grégoire Bouillier révèle des éléments de sa vie privée avec S, une artiste plasticienne facilement reconnaissable, et pour Hélèna Villovitch dans Elle, « Un mot s'impose lorsqu'on arrive à la page 263 du Dossier M, c'est celui de "goujat" » [le passage en question se trouve p. 225 du tome 1 dans l'édition J'ai lu en six volumes].

## Éditions
- Éditions Flammarion, 2017  (ISBN 978-2081414433).
- Éditions J'ai Lu, 2019, texte intégral revu et augmenté par l'auteur en six volumes : Tome 1 - Rouge (Le Monde) ; Tome 2 - Bleu (L'Amour) ; Tome 3 - Violet (Le Réel) ; Tome 4 - Noir (La Solitude) ; Tome 5 - Jaune (La Vie) ; Tome 6 - Vert (Le Temps).